# Deltobotys citrodoxa
Deltobotys citrodoxa là một loài bướm đêm trong họ Crambidae.